# Затуливітер Володимир Іванович
Володи́мир Іванович Затуливі́тер (29 лютого 1944, c. Веселе, Охтирський район, Сумська область — 15 січня 2003, с. Бучак, Канівський район, Черкаська область) — український поет, прозаїк, публіцист, перекладач та журналіст. Лауреат літературних премій імені Павла Тичини та Павла Усенка. Член Спілки письменників України з 1977 року.

## Життєпис
Володимир Іванович народився 1 березня (за іншими даними 29 лютого) 1944 року в селі Веселе Охтирського району (потім Великописарівського), а тепер знову Охтирського району  на Сумщині. Село — за 5 кілометрів від села Яблучного, куди згодом батьки перебралися на проживання.
Батько майбутнього поета Іван Кузьмович працював механізатором. Мати Галина Антонівна хоч і навчалась до війни в Охтирському педагогічному училищі, все життя працювала в колгоспі. Старша сестра Марія — український філолог за фахом, працювала викладачем української мови та літератури, а потім — завучем у Яблучненській середній школі, друга сестра Ніна — будівельник і молодший брат Іван.
З 1951—1961 роках Володимир Іванович навчався у початковій школі с. Веселого. Потім — навчання у Яблучненській середній школі, яку в 1961 році закінчив із золотою медаллю. Далі продовжує  здобувати освіту на філологічному факультеті  Сумського педагогічного інституту, який закінчує у 1966 році.
У 1966—1968 роках — служба у лавах Радянській армії на прикордонній заставі острова Даманський на Далекому Сході під час відомого російсько-китайського військового конфлікту, де тільки завдяки відрядженню до Хабаровська Володимир Іванович уникає долі всієї застави, яка трагічно полягла. Після демобілізації в 1968 році працює завідувачем підготовчого відділення Сумського педінституту.
Із березня 1968 р. по травень 1980 р. — в редакції Сумської обласної газети «Ленінська правда» на посадах кореспондента, літературного редактора, старшого кореспондента.
З травня 1980 по грудень 1980 рр. — інструктор сектору преси ЦК ЛКСМУ.
1986—1995 роки — на посаді завідувача редакції літератури народів СРСР у видавництві «Дніпро». Тоді ж виконує обов'язки секретаря у комітеті премії імені Максима Рильського. Працює редактором відділу дитячого журналу «Барвінок».
З грудня 1980 по листопад 1984 рр. — заступник головного редактора видавництва «Молодь». Був одним із фундаторів Асоціації українських письменників.
З 1996—2000 рр. — працює редактором міжнародного журналу «Сучасність».
У кінці 2002 року уже не працюючи в журналі «Сучасність», Володимир Іванович перебивався випадковими підробітками. Коштів на прожиття не вистачало. У квартирі відключили електроенергію та газ через несплату. А потім він стає бездомним. Восени 2001 року поет залишає місто Київ та переїздить до села Бучак на Черкащині, де знаходить собі притулок від життєвих негараздів. У січні 2003 року життя Володимира трагічно обірвалось за загадкових обставин. У цьому ж селі він і був похований.

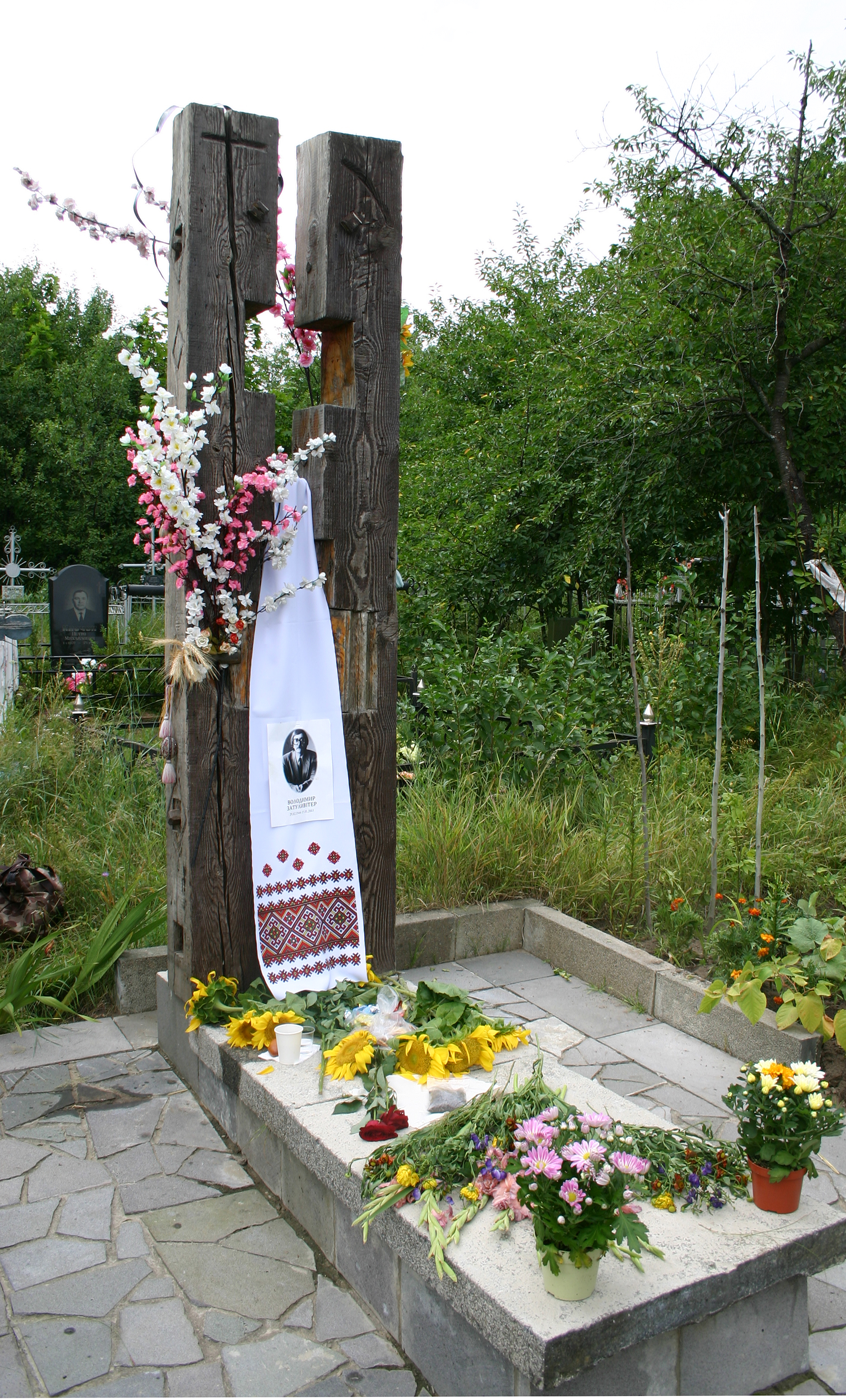
Могила поета

## Творчість
В одному зі своїх інтерв'ю Володимир Іванович писав, що читати навчився за «Кобзарем», коли ледь минуло чотири роки. Вірші почав писати ще школярем. Першою школою поетичної майстерності для В. Затуливітра стала літературна студія «Орфей», яка діяла в Сумському педагогічному інституті з 1954 року, де гуртувалася молодь залюблена в рідне слово та літературу. Керівником цієї студії був Мінаков Микола Пилипович. Свою творчу дорогу Володимир Затуливітер розпочинає журналістом. Його газетярська життєва сторінка  ще не зовсім досліджена, але його нариси, репортажі, замітки, завжди були сумлінні, відточені, відзначалися знанням життя і людей. Навіть найнепривабливіші події він умів подати професійно.
Наприкінці 1970-х років Затуливітер уже відомий як автор поетичних збірок «Теорія крила» (1973) та «Теперішній час» (1977). Поета підтримав академік-літературознавець Леонід Новиченко, написавши передмову до другої книжки. «Затуливітер належить до поетів, які  будучи глибинними, емоційно наснаженими ліриками, водночас воліють свій ліризм втілювати в ретельно вигранені та об'єктивні форми». В основі його творчості — думка про нерозривний зв'язок особистості з народом та суспільством.

Пам'ятник В. Затуливітру на цинтарі села Бучак

З 1980 року починається найплідніший час його як поета. З'являються друком його збірки: «Тектонічна зона» (1982), «Пам'ять глини» (1984), «Зоряна речовина», «Полотно» (1986), «Початкова школа» (1988). 1993 року В. Затуливітер підготував до друку збірку віршів «Четвертий із триптиха» (2004; 2009), яку за життя  не зміг видати. Розкривається як перекладач, редактор і організатор. Згуртовує навколо себе відомих учнів лауреатів Шевченківської премії Ігоря Римарука та Василя Герасим'юка. Про його творчість писали: Л. Новиченко, М. Слабошпицький, М. Ільницький, К. Пісоцький, Іван Драч та інші.
Академік Іван Дзюба відносив Володимира Затуливітра до істинних поетів, тих, які, залишаючись собою, постійно переростають самих себе і потребують нової якості слова. І У своєму виступі з нагоди 45-річчя поета Іван Драч скаже так: «Володимир Затуливітер — одне з найвидатніших явищ у поезії й одне з найнедоступніших».
Останній рік свого життя Володимир Іванович жив і працював на Черкащині. На Канівщині творилася його десята поетична книжка «Ненаписані пейзажі», цикл сонетів, повісті «Діжа», «Пастухи бджіл», «Пізній клавір для транзистора». Володимир Затуливітер переклав книжку молдавського поета Ніколае Дабіжа «Крила під сорочкою» (1989); був одним із перекладачів Антології литовської поезії (1985). Його твори перекладені англійською, болгарською, литовською, румунською, французькою, хінді та іншими мовами. У архіві поета віднайдено кілька десятків розпочатих прозових творів. До останнього дня — редактор у видавництві «Основи Соломії Павличко» (надомна робота — редагував найскладніші книжки з філософії, літературознавства).

## Твори
- «Теорія крила» (1973)
- «Теперішній час» (1977)
- «Тектонічна зона» (1982)
- «Пам'ять глини» (1984)
- «Зоряна речовина» (1985)
- «Полотно» (1986)
- «Початкова школа» (1988)
- «Чорнозем» (1990)
- «Четвертий із триптиха» (2004; 2009, посмертно)
- «Чаша жертовна», «Ненаписані пейзажі» (2009, посмертно)
- «Тернова гора» (2012, посмертно)
- «Битіє від Серафима» (2018)

## Вшанування пам'яті
- 2003 р. — засновано меморіальний комплекс: поховання поета та його садиба, 28 липня (щорічно) — перші Затуливітрівські читання.
- 2009 р. — засновано Літературно-мистецький благодійний фонд Володимира Затуливітра. Його метою є здійснення заходів з увічнення пам'яті поета, збереження і поширення його творчої спадщини.
- 2014 р. — меморіальна таблиця у м. Києві на вул. Ризькій, 18, де поет мешкав у 1980—2001 роках.
- 2014 р. — меморіальна таблиця в Сумах на вул. Петропавлівській, 61, де працював поет у редакції обласної газети «Ленінська правда».
- Меморіальна таблиця на фасаді середньої школи, яку закінчив Володимир Затуливітер, у с. Яблучному Охтирського р-ну Сумської області
- Музей Володимира Затуливітра у школі с. Яблучного. (З вересня 2001 року школа закрита).
- На честь Володимира Затуливітра названо одну з вулиць міста Суми